# Marge (champignon)
Pour les articles homonymes, voir Marge.

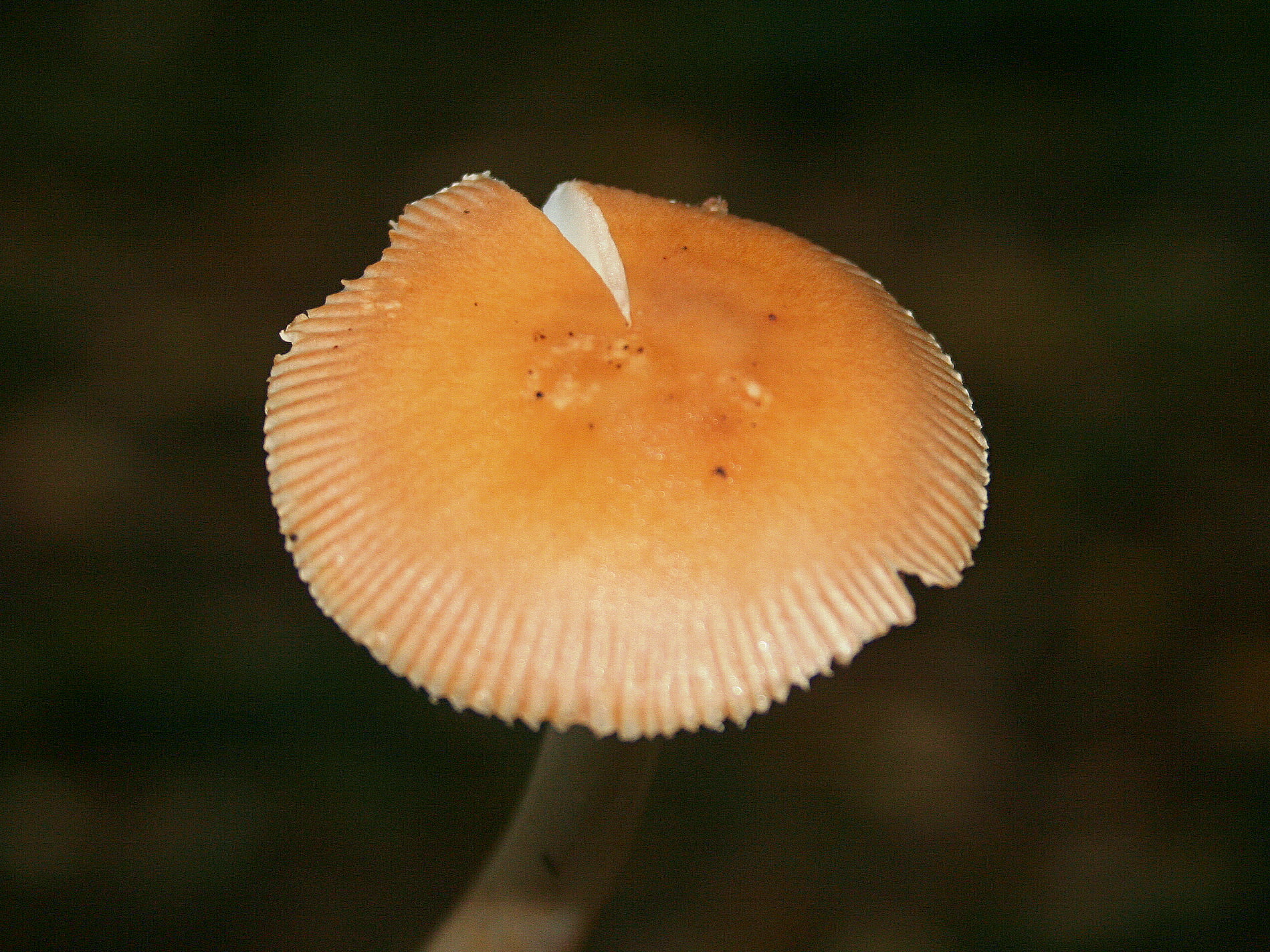
Marge mince, plus claire que le reste du chapeau par transparence des lames, et nettement pectinée chez Amanita fulva

Chez les champignons basidiomycètes, la marge désigne le bord du chapeau. 
Sa couleur, éventuellement différente (plus claire ou plus foncée par exemple) de celle de l'hyménophore et du centre de la cuticule, et surtout son aspect, sont d'importants caractères de détermination des champignons. On classe les marges selon leur aspect, ainsi on trouve une marge striée chez certaines amanites, appendiculée chez les bolets ou ondulée chez les tricholomes.

## Forme générale de la marge

Marge incurvée
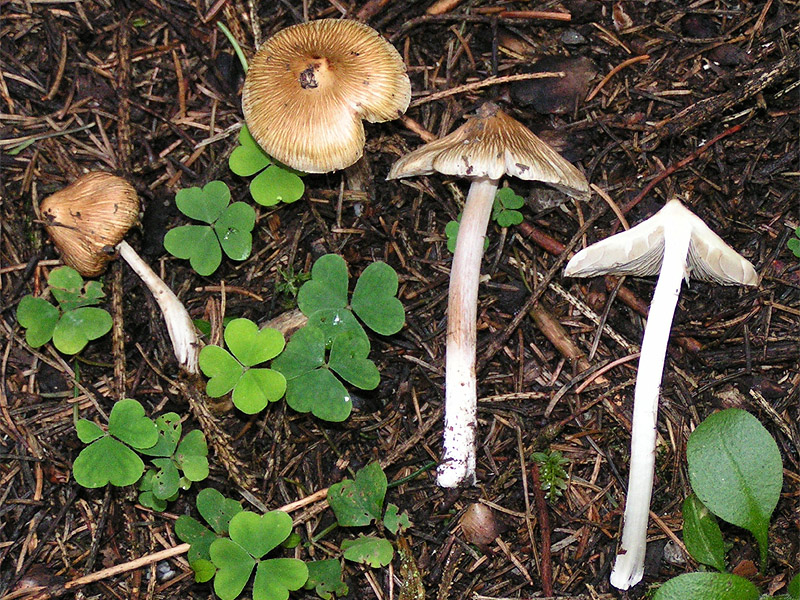
Inocybe rimosa

La marge peut être droite, incurvée, infléchie, arrondie, ou enroulée vers la face inférieure (hyménium) du chapeau, ou, à l'inverse, récurvée, relevée, réfléchie ou révolutée vers le haut.
La forme de la marge peut évoluer suivant le stade de développement du champignon : chez certains Coprinus, la marge infléchie à arrondie à l'état jeune devient révolutée chez les spécimens plus âgés ; chez les Cortinarius, la marge enroulée devient révolutée par temps sec.

Marge arrondie
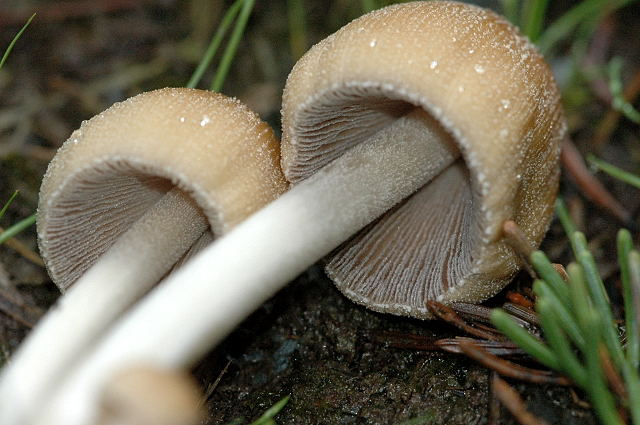
Coprinellus micaceus

Marge infléchie
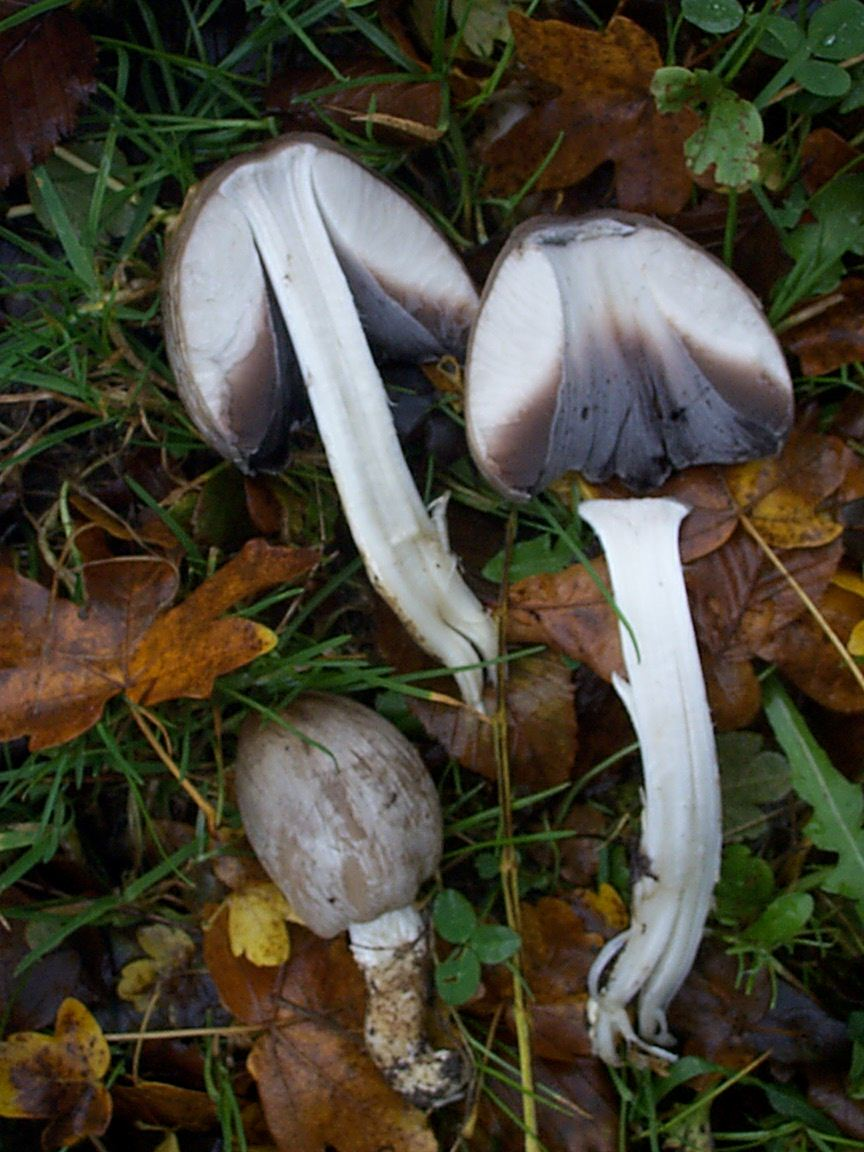
Coprinus sp.

- Marge incurvée
- Inocybe rimosa

Marge enroulée
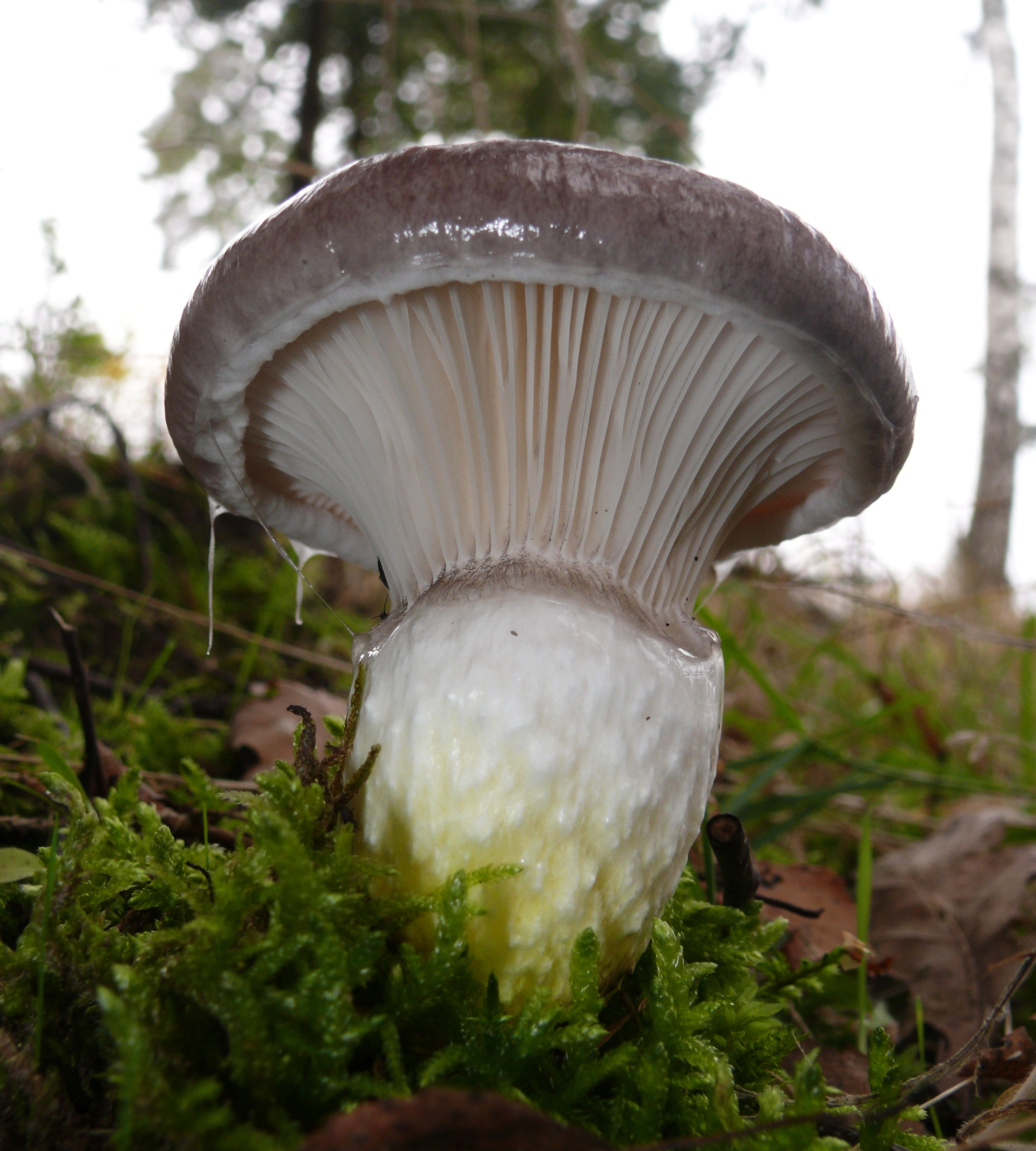
Gomphidius glutinosus
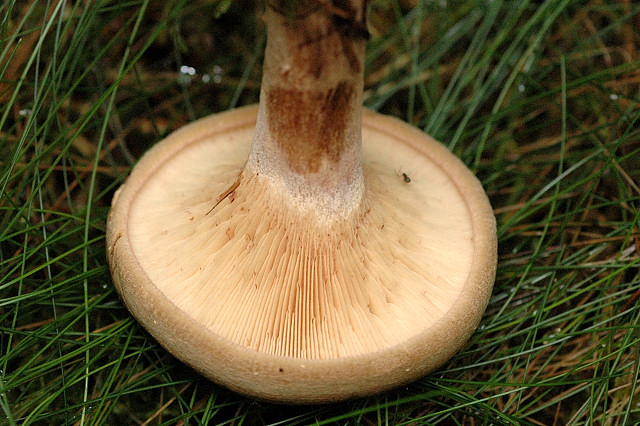
Paxillus involutus
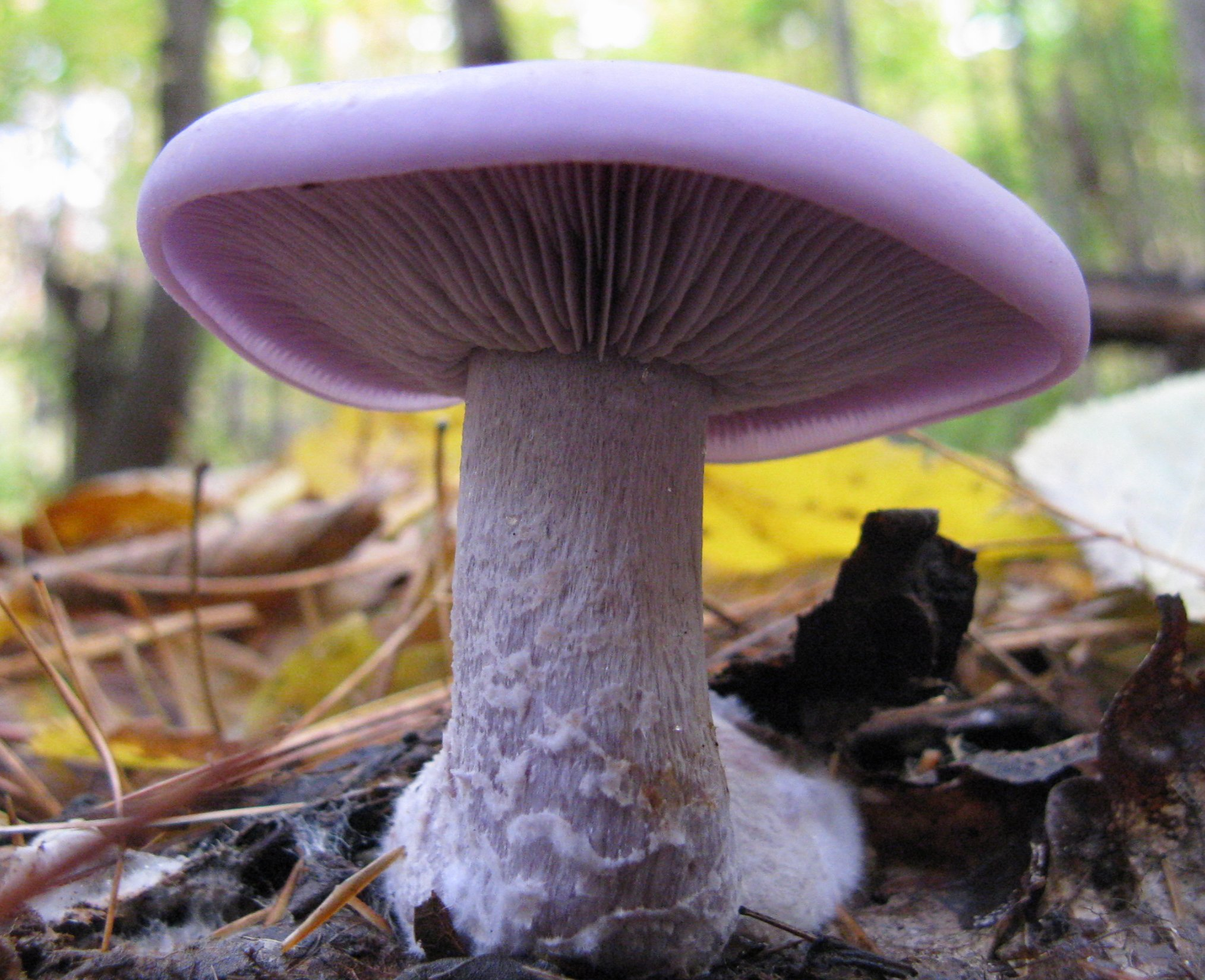
Lepista nuda

Marge récurvée, relevée ou réfléchie
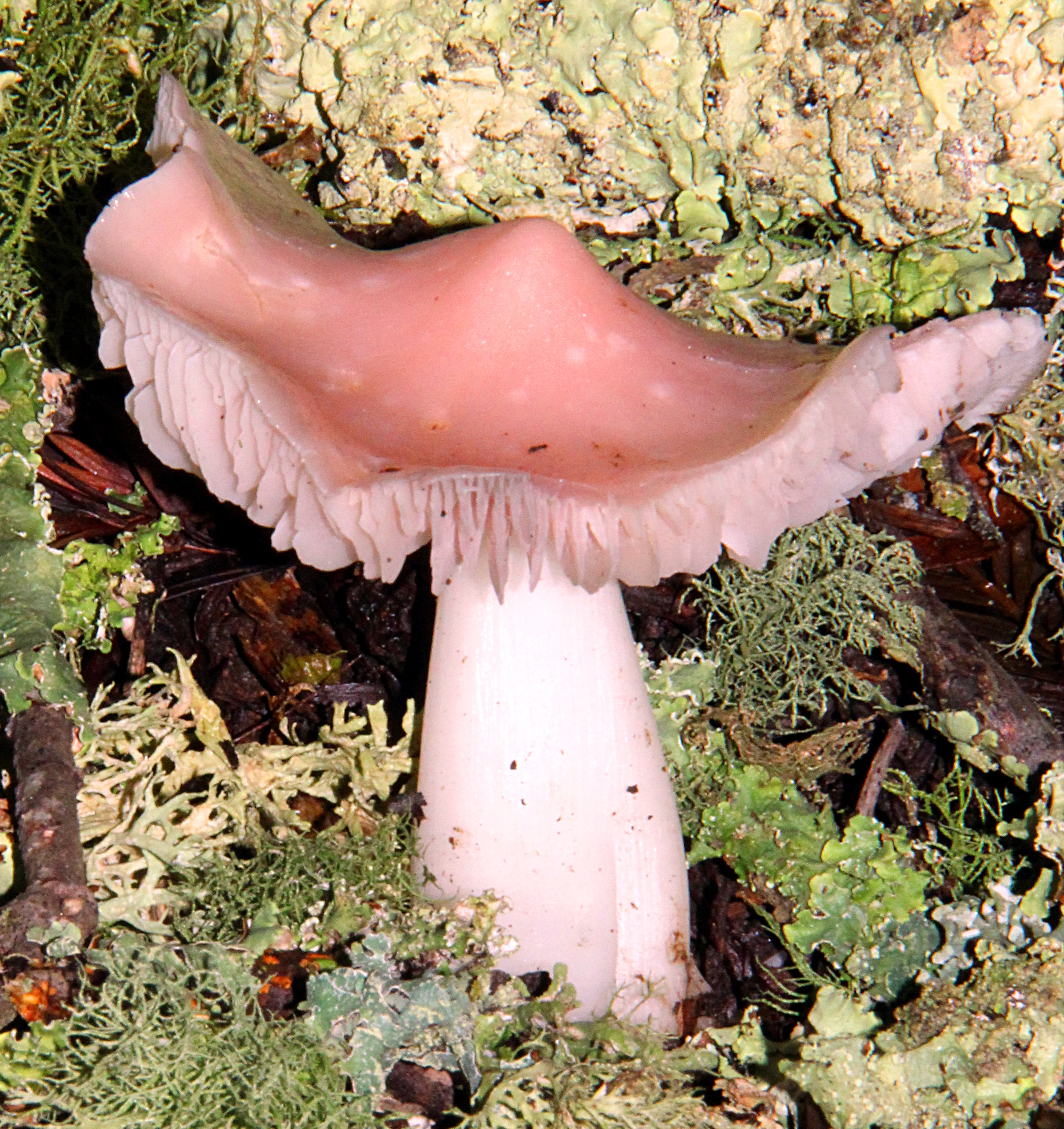
Hygrocybe calyptriformis

Marge révolutée
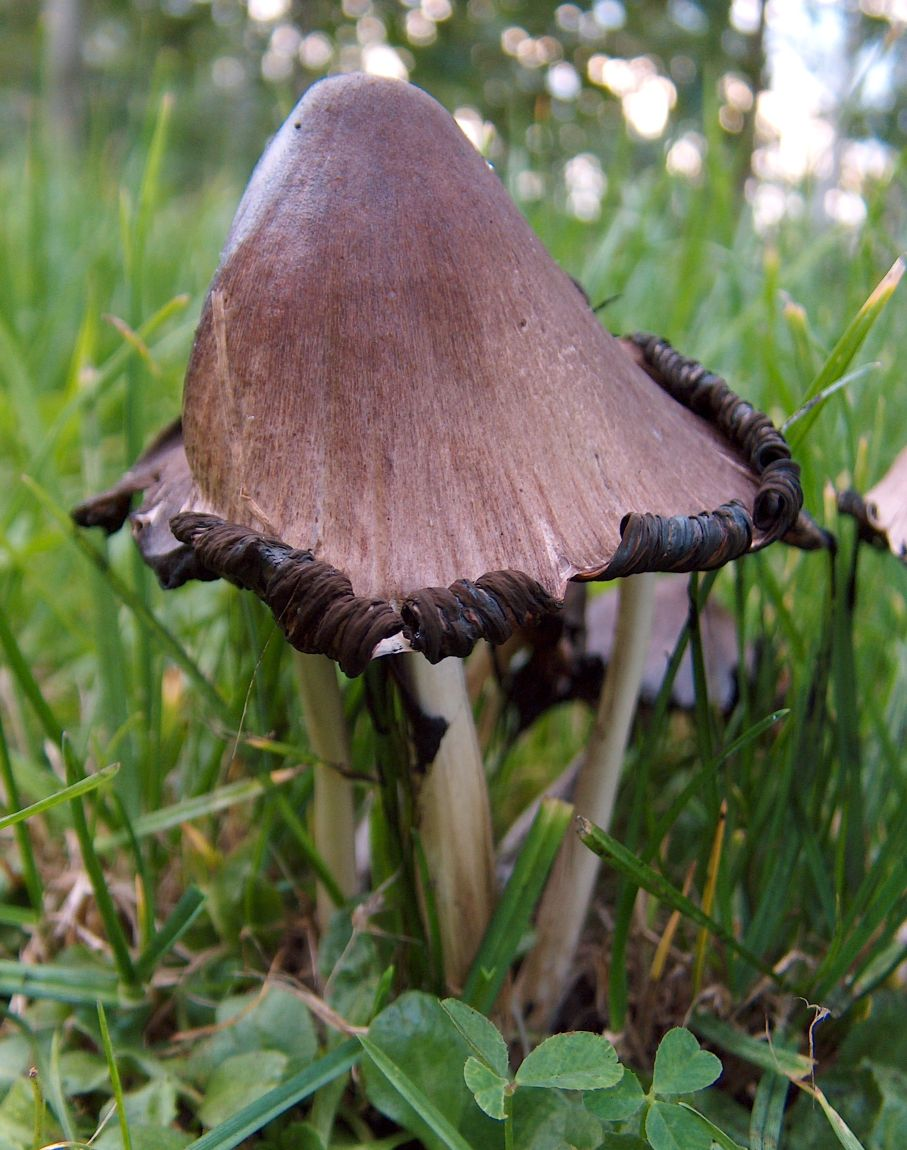
Coprinus atramentarius (spécimen âgé)
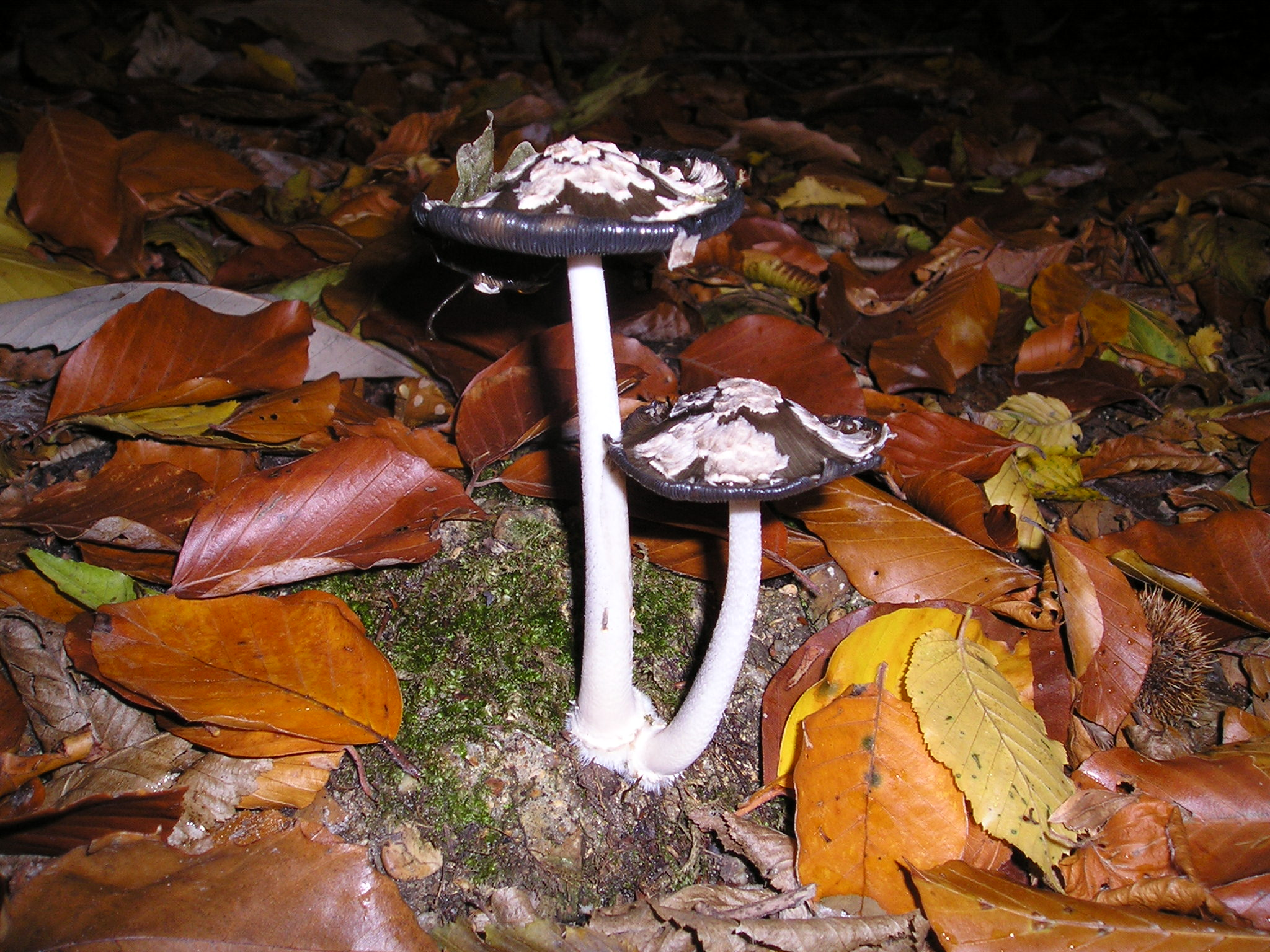
Coprinus picaceus (spécimen âgé)

## Autres caractéristiques de la marge

### Aspect de la cuticule à la marge du chapeau
En périphérie du chapeau, la cuticule peut être lisse, striée, costulée, le cas où les lames correspondent à des sillons en creux, comme les cannelures de colonnes grecques, dont les arêtes sont en relief  ou encore cannelée.

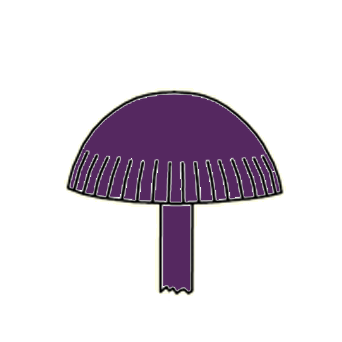
Marge striée
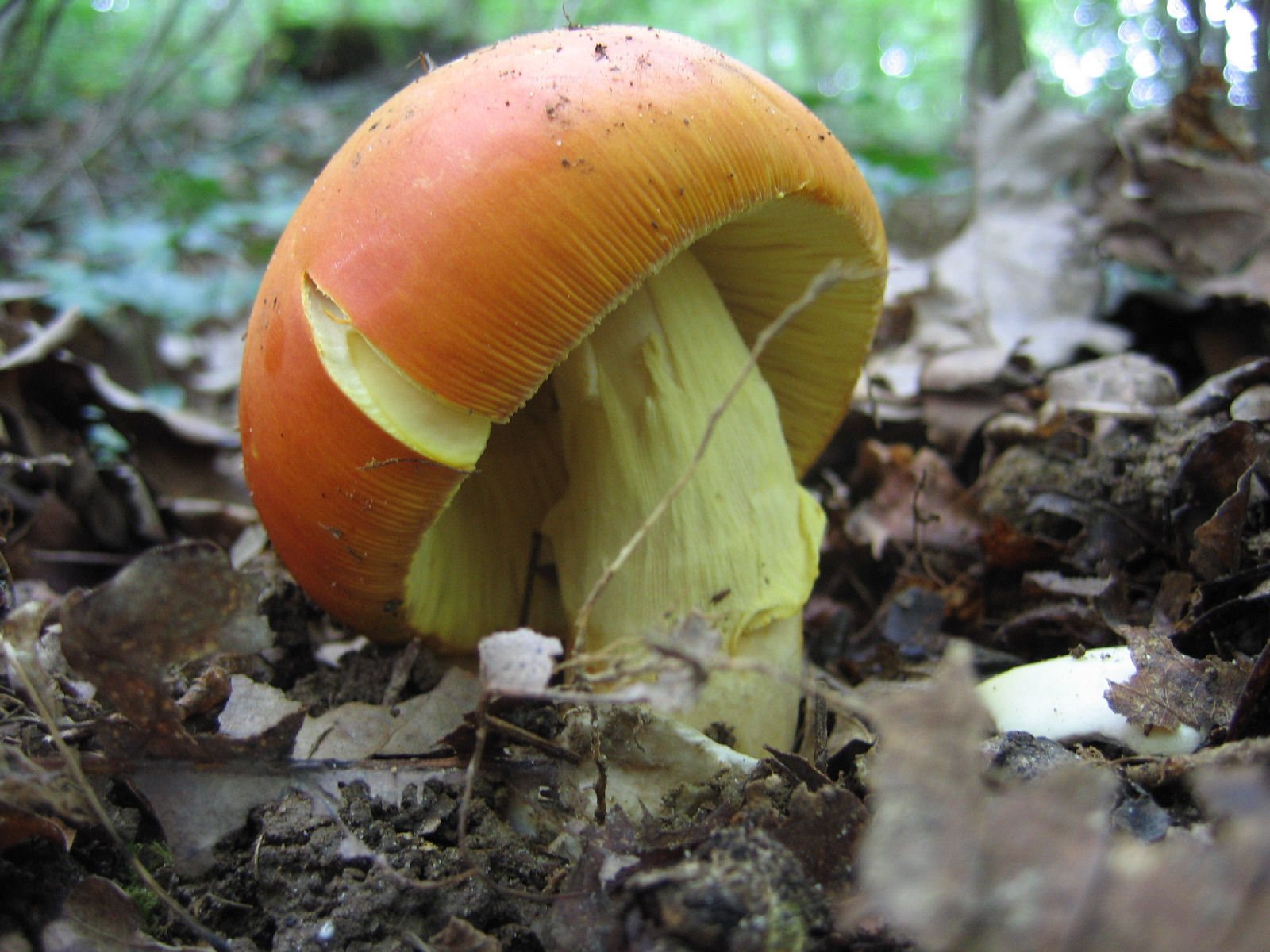
Amanita caesarea

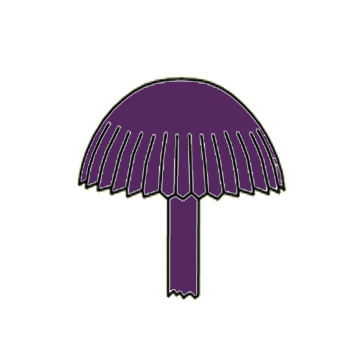
Marge cannelée
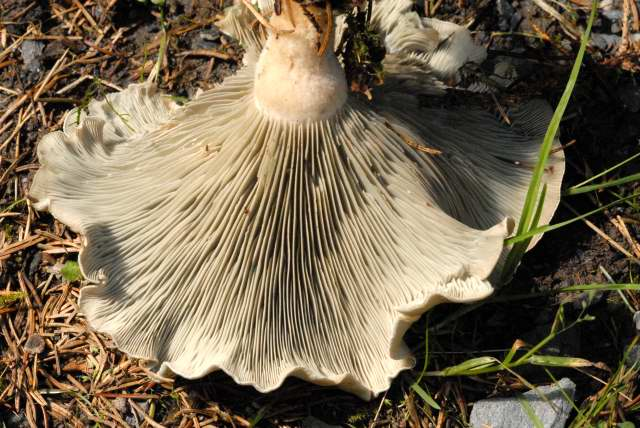
Clitocibe inornata
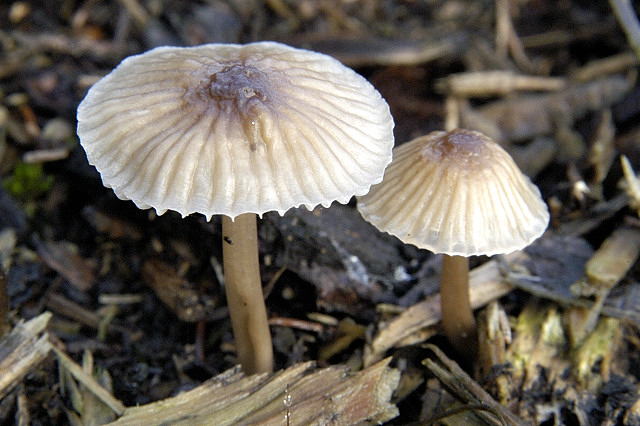
Cuticule pectinée et marge cannelée Mycena rubromarginata

### Ornementation de la marge
Sur le bord du chapeau, la marge peut être lisse, appendiculée, ondulée, serrulée (en dents de scie) ou pectinée (en dents de peigne)

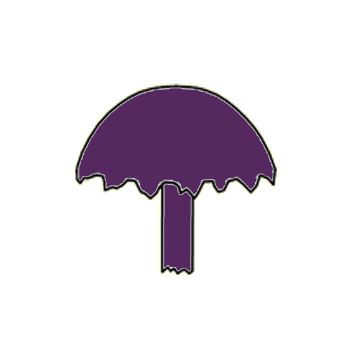
Marge appendiculée
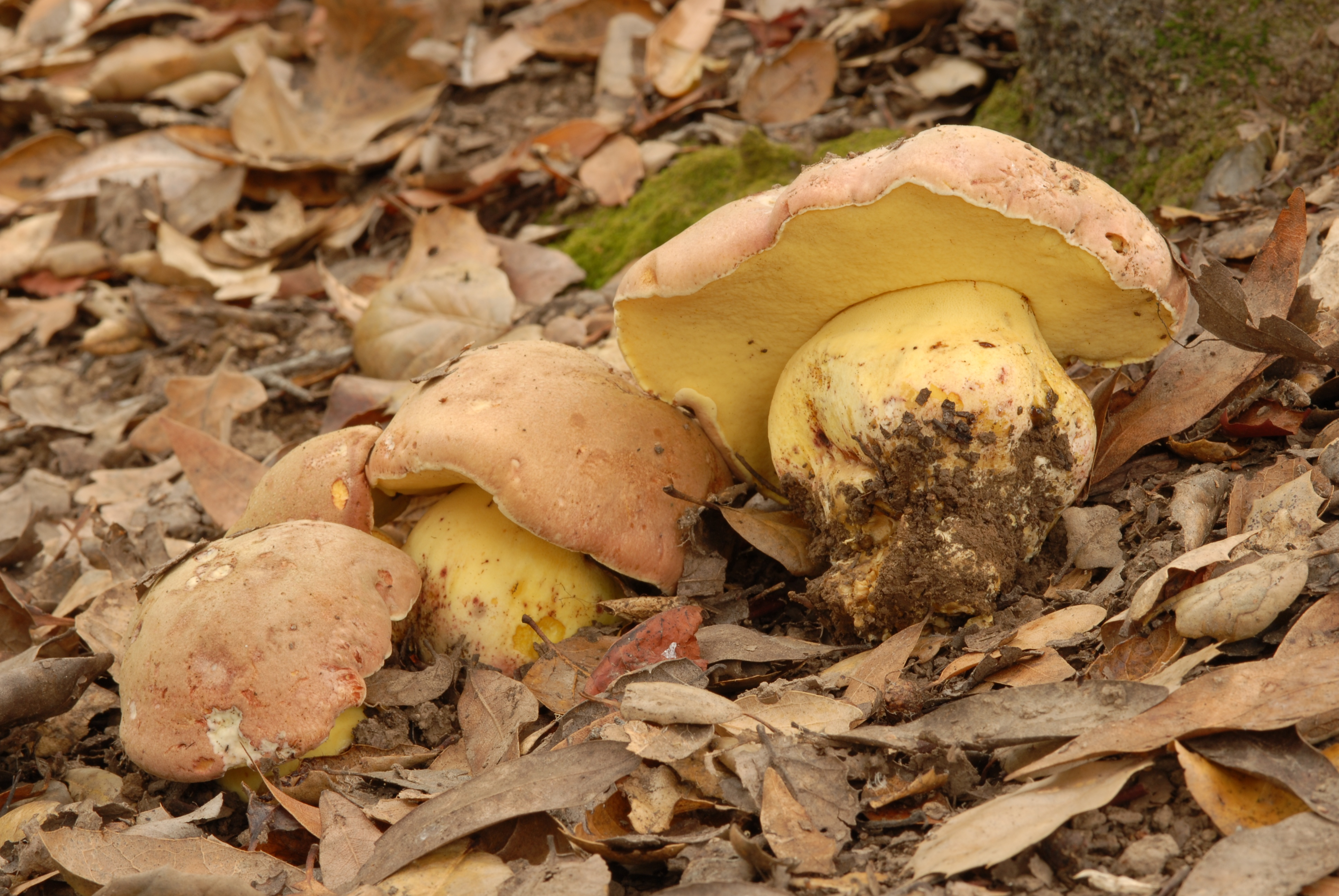
Boletus appendiculatus
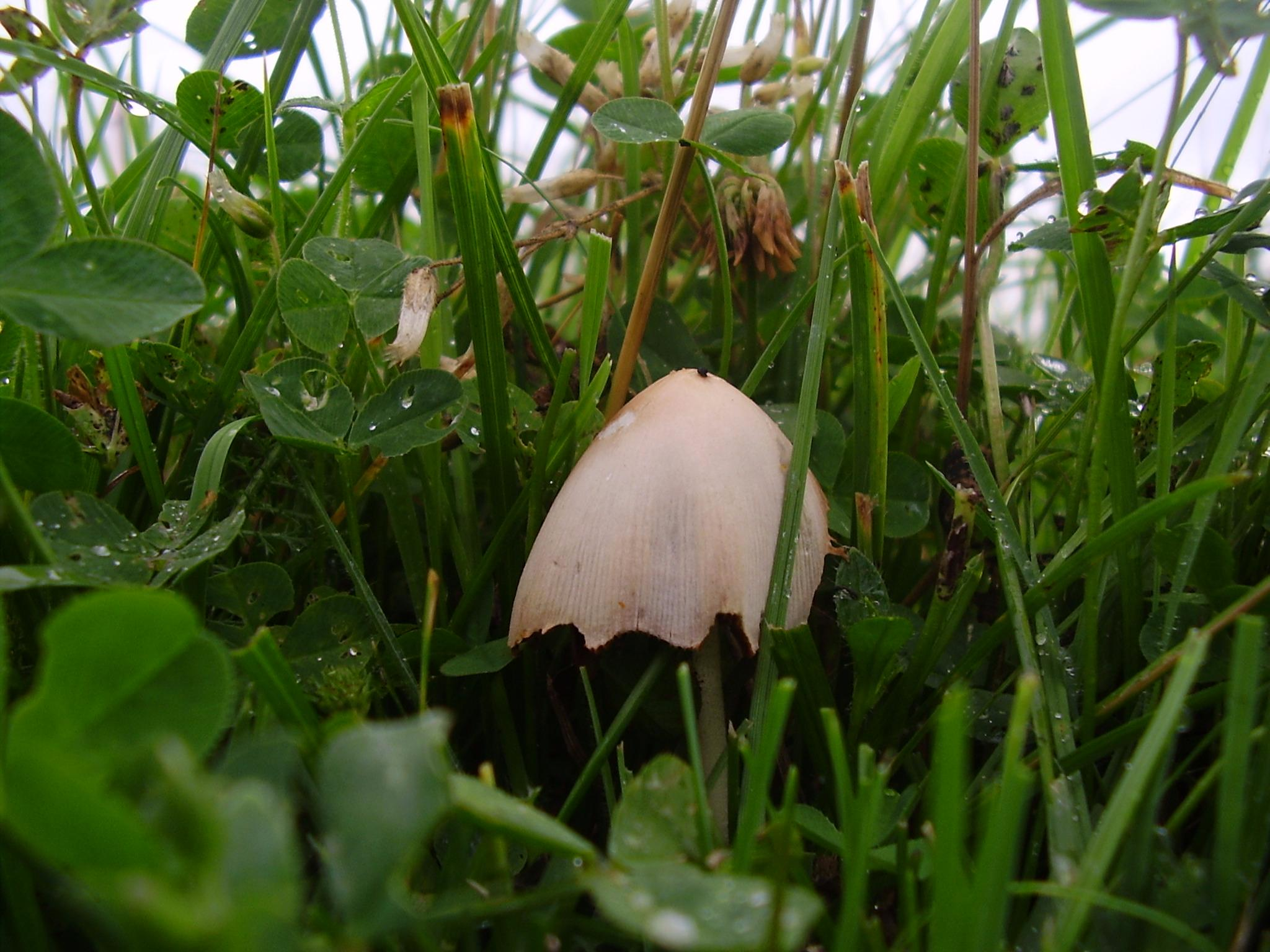
Conocybe apala (en)

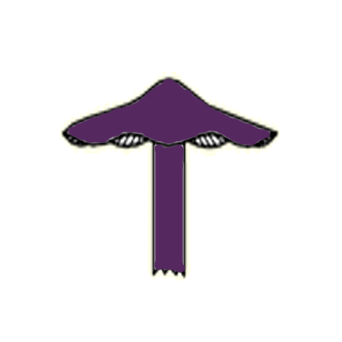
Marge ondulée
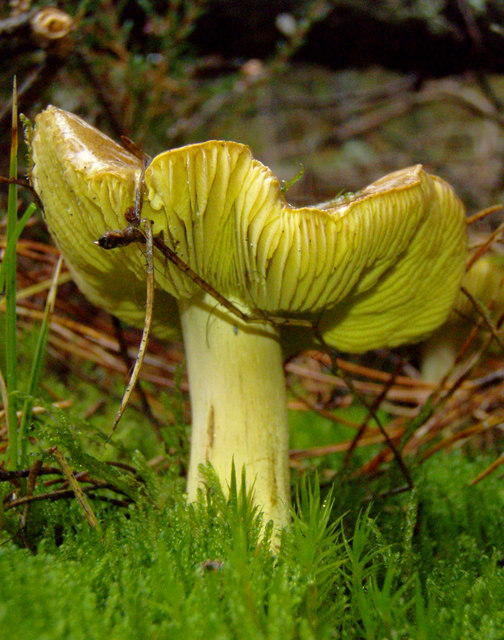
Tricholoma sp.

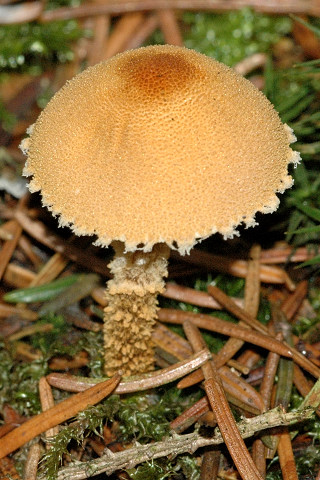
Marge serrulée Cystoderma amianthinum
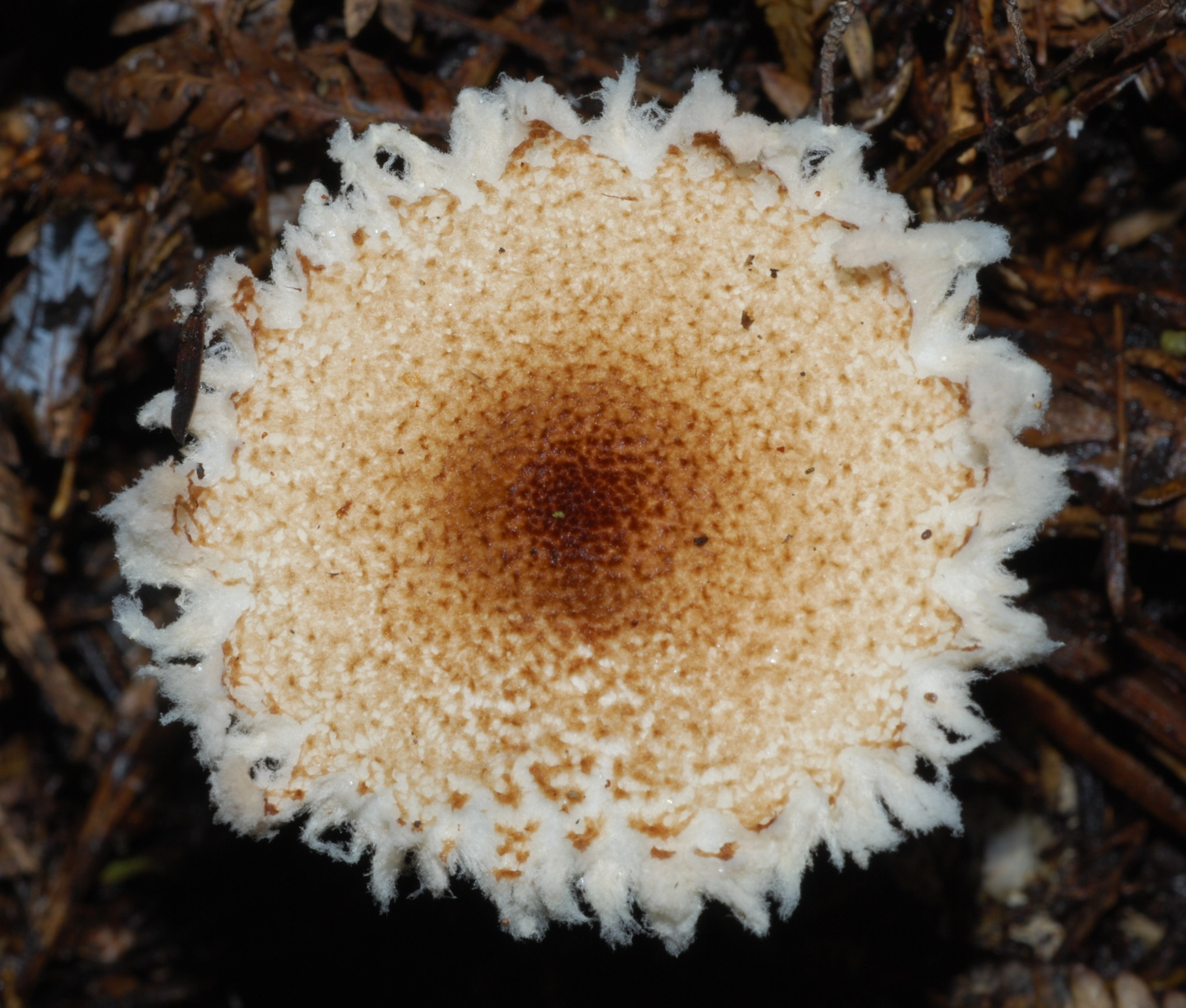
Marge fortement serrulée Lepiota magnispora

### Couleur de la marge
La marge est dite concolore lorsqu'elle est de la même couleur que la partie centrale de la cuticule. Le chapeau est bicolore lorsque la marge est d'une couleur différente ; ce caractère typique du genre Amanita s'observe aussi chez d'autres genres, mais peut disparaître chez les spécimens plus âgés comme chez Kuehneromyces mutabilis.

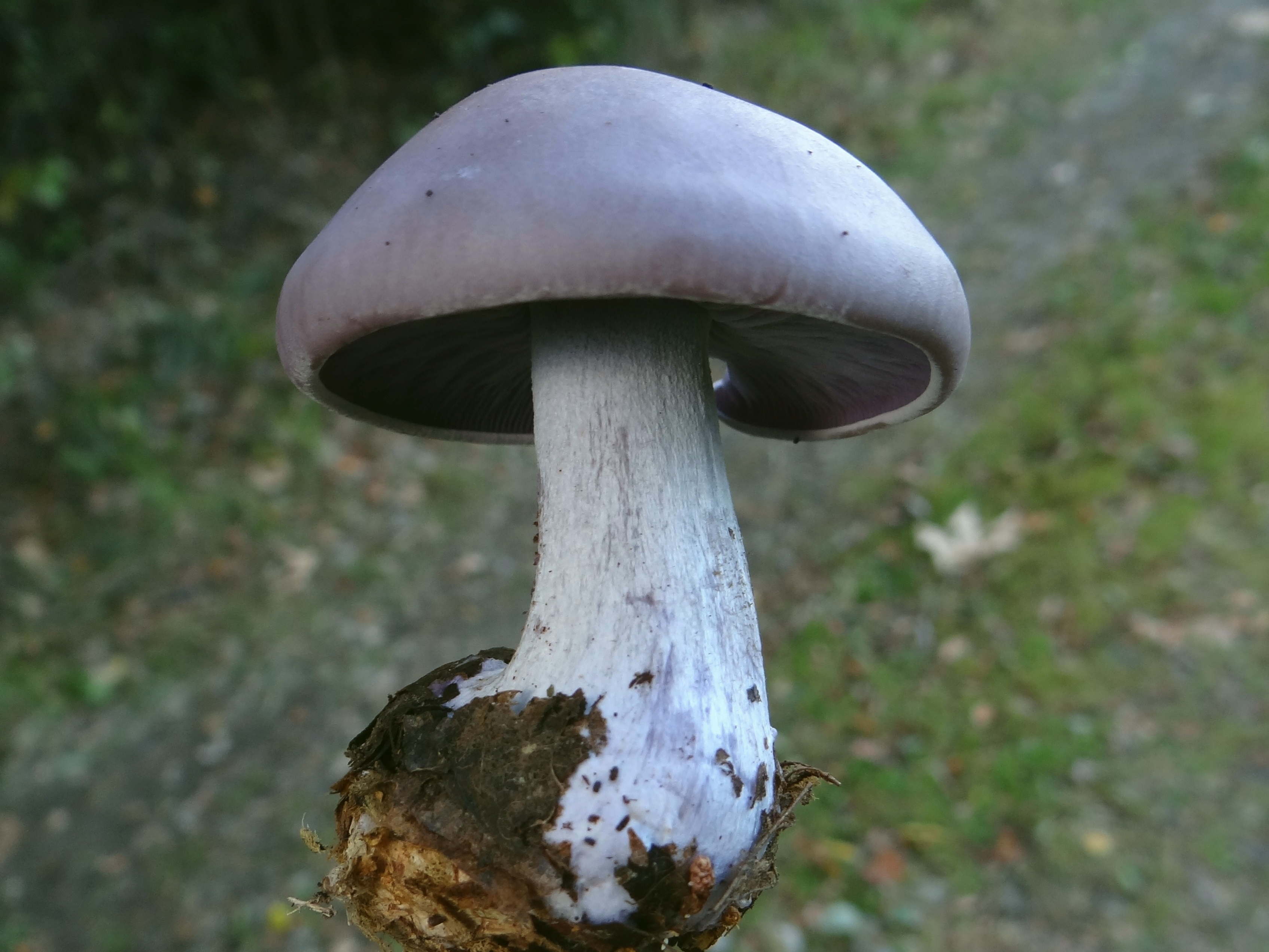
Marge concolore Lepista nuda
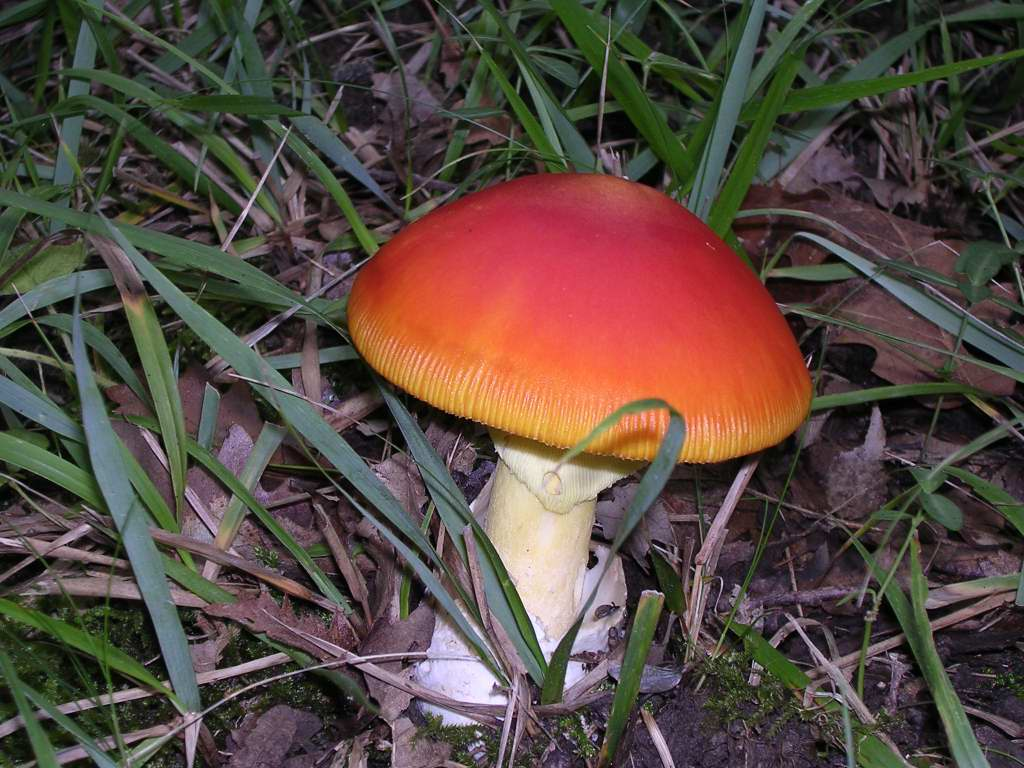
Chapeau bicolore Amanita caesarea
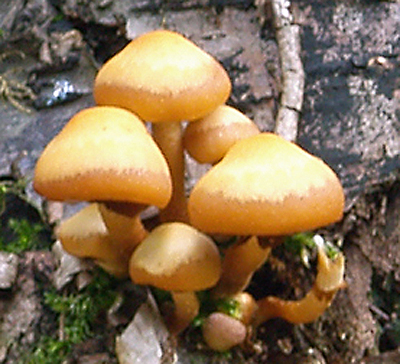
Chapeau bicolore Kuehneromyces mutabilis (spécimens jeunes)
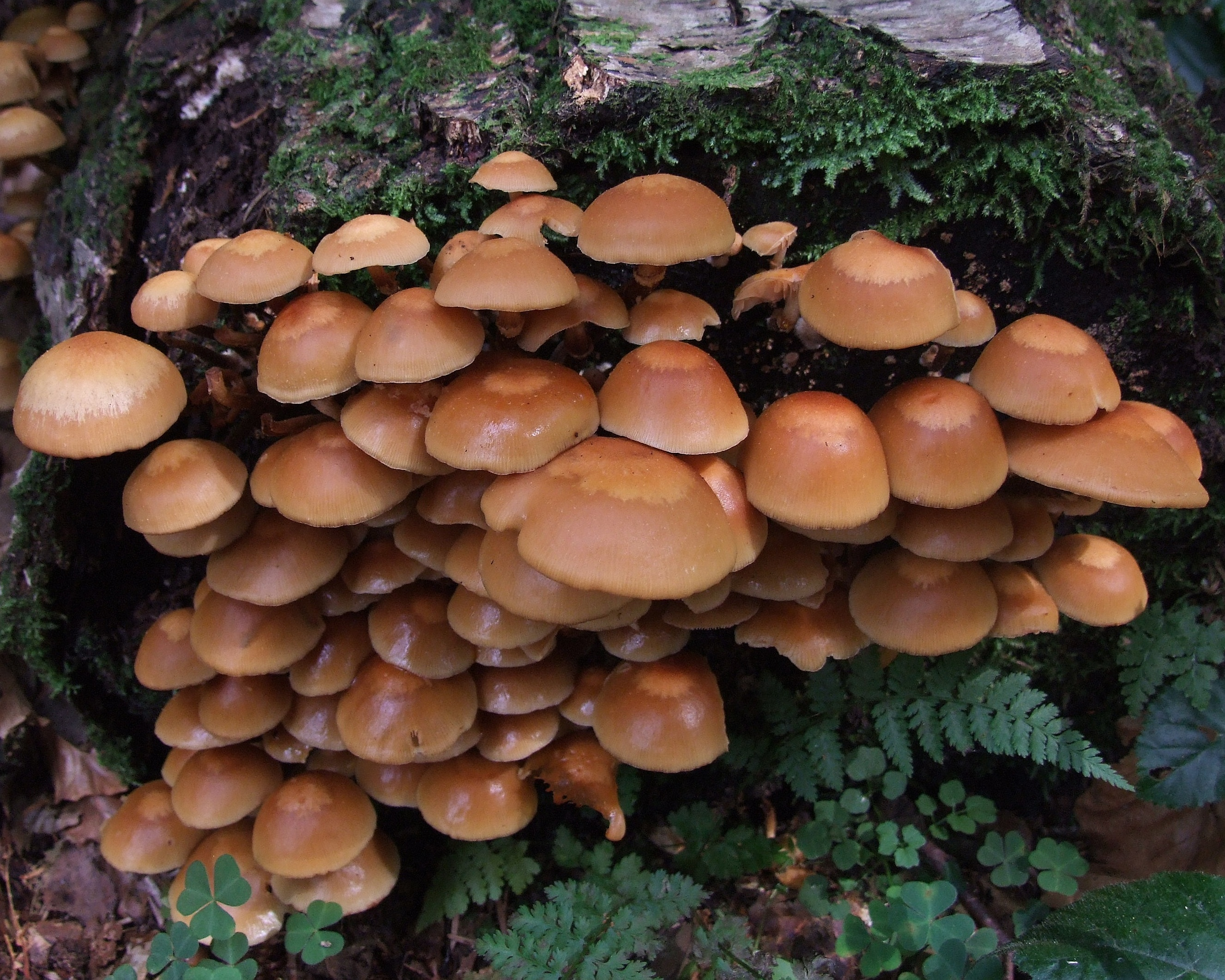
Kuehneromyces mutabilis (spécimens vieillissants)